# Šmartinske Cirkovce
Šmartinske Cirkovce este o localitate din comuna Velenje, Slovenia, cu o populație de 60 de locuitori.